# Lasioserica eusegregata
Lasioserica eusegregata är en skalbaggsart som beskrevs av Ahrens 1996. Lasioserica eusegregata ingår i släktet Lasioserica och familjen Melolonthidae. Inga underarter finns listade i Catalogue of Life.